# Mammoth (Band)/Diskografie
Diese Diskografie ist eine Übersicht über die musikalischen Werke von Mammoth, dem Soloprojekt des US-amerikanischen Rockmusikers Wolfgang Van Halen, welches ehemals als Mammoth WVH bekannt war. Seine erfolgreichste Veröffentlichung ist das Debütalbum Mammoth WVH, das zum Nummer-eins-Album in den US-amerikanischen Rockcharts avancierte.

## Alben

### Studioalben
| Jahr            | Titel Musiklabel                       | Höchstplatzierung, Gesamtwochen, AuszeichnungChartplatzierungen (Jahr, Titel, Musiklabel, Platzierungen, Wochen, Auszeichnungen, Anmerkungen) | Höchstplatzierung, Gesamtwochen, AuszeichnungChartplatzierungen (Jahr, Titel, Musiklabel, Platzierungen, Wochen, Auszeichnungen, Anmerkungen) | Höchstplatzierung, Gesamtwochen, AuszeichnungChartplatzierungen (Jahr, Titel, Musiklabel, Platzierungen, Wochen, Auszeichnungen, Anmerkungen) | Höchstplatzierung, Gesamtwochen, AuszeichnungChartplatzierungen (Jahr, Titel, Musiklabel, Platzierungen, Wochen, Auszeichnungen, Anmerkungen) | Höchstplatzierung, Gesamtwochen, AuszeichnungChartplatzierungen (Jahr, Titel, Musiklabel, Platzierungen, Wochen, Auszeichnungen, Anmerkungen) | Höchstplatzierung, Gesamtwochen, AuszeichnungChartplatzierungen (Jahr, Titel, Musiklabel, Platzierungen, Wochen, Auszeichnungen, Anmerkungen) | Anmerkungen                          |
| Jahr            | Titel Musiklabel                       | DE | AT | CH | UK | US | Rock | Anmerkungen                          |
| --------------- | -------------------------------------- | --- | --- | --- | --- | --- | --- | ------------------------------------ |
| als Mammoth WVH |                                        | | | | | | |                                      |
|                 |                                        | | | | | | |                                      |
| 2021            | Mammoth WVH EX1 Records (BMG)          | — | — | CH18 (3 Wo.)CH | — | US12 (1 Wo.)US | Rock1 (… Wo.)Rock | Erstveröffentlichung: 11. Juni 2021  |
| 2023            | Mammoth II BMG Rights Management (BMG) | DE14 (1 Wo.)DE | AT36 (1 Wo.)AT | CH4 (1 Wo.)CH | UK76 (1 Wo.)UK | US28 (1 Wo.)US | Rock3 (… Wo.)Rock | Erstveröffentlichung: 4. August 2023 |

## Singles
| Jahr            | Titel Album                                            | Höchstplatzierung, Gesamtwochen, AuszeichnungChartplatzierungen (Jahr, Titel, Album, Platzierungen, Wochen, Auszeichnungen, Anmerkungen) | Höchstplatzierung, Gesamtwochen, AuszeichnungChartplatzierungen (Jahr, Titel, Album, Platzierungen, Wochen, Auszeichnungen, Anmerkungen) | Höchstplatzierung, Gesamtwochen, AuszeichnungChartplatzierungen (Jahr, Titel, Album, Platzierungen, Wochen, Auszeichnungen, Anmerkungen) | Höchstplatzierung, Gesamtwochen, AuszeichnungChartplatzierungen (Jahr, Titel, Album, Platzierungen, Wochen, Auszeichnungen, Anmerkungen) | Höchstplatzierung, Gesamtwochen, AuszeichnungChartplatzierungen (Jahr, Titel, Album, Platzierungen, Wochen, Auszeichnungen, Anmerkungen) | Höchstplatzierung, Gesamtwochen, AuszeichnungChartplatzierungen (Jahr, Titel, Album, Platzierungen, Wochen, Auszeichnungen, Anmerkungen) | Anmerkungen                              |
| Jahr            | Titel Album                                            | DE | AT | CH | UK | US | Rock | Anmerkungen                              |
| --------------- | ------------------------------------------------------ | --- | --- | --- | --- | --- | --- | ---------------------------------------- |
| als Mammoth WVH |                                                        | | | | | | |                                          |
|                 |                                                        | | | | | | |                                          |
| 2020            | Distance Mammoth WVH                                   | — | — | — | — | — | Rock9 (2 Wo.)Rock | Erstveröffentlichung: 16. November 2020  |
| 2022            | Epiphany Mammoth WVH                                   | — | — | — | — | — | — | Erstveröffentlichung: 7. Februar 2022    |
| 2022            | Talk & Walk Mammoth WVH                                | — | — | — | — | — | — | Erstveröffentlichung: 16. September 2022 |
| 2022            | As Long as You’re Not You Mammoth WVH (Deluxe Edition) | — | — | — | — | — | — | Erstveröffentlichung: 14. Oktober 2022   |
| als Mammoth     |                                                        | | | | | | |                                          |
|                 |                                                        | | | | | | |                                          |
| 2025            | The End –                                              | — | — | — | — | — | — | Erstveröffentlichung: 1. Mai 2025        |
| 2025            | The Spell –                                            | — | — | — | — | — | — | Erstveröffentlichung: 9. Juli 2025       |

## Musikvideos
| als Mammoth WVH |                                             |                                 |  |  |  |  |  |  |  |  |  |
|                 |                                             |                                 |  |  |  |  |  |  |  |  |  |
| 2020            | Distance                                    | Chuck Brueckmann                |  |  |  |  |  |  |  |  |  |
| 2021            | Don’t Back Down                             |                                 |  |  |  |  |  |  |  |  |  |
| 2022            | Epiphany                                    |                                 |  |  |  |  |  |  |  |  |  |
| 2023            | Another Celebration at the End of the World | Gordy De St. Jear               |  |  |  |  |  |  |  |  |  |
| 2023            | I’m Alright                                 | Gordy De St. Jear               |  |  |  |  |  |  |  |  |  |
| als Mammoth     |                                             |                                 |  |  |  |  |  |  |  |  |  |
|                 |                                             |                                 |  |  |  |  |  |  |  |  |  |
| 2025            | The End                                     | Greg Nicotero, Robert Rodriguez |  |  |  |  |  |  |  |  |  |
| 2025            | The Spell                                   | [ 6 ]                           |  |  |  |  |  |  |  |  |  |

## Promoveröffentlichungen
| als Mammoth WVH |                                                        |                                        |  |  |  |  |  |  |  |  |  |
|                 |                                                        |                                        |  |  |  |  |  |  |  |  |  |
| 2021            | You’re to Blame Mammoth WVH                            | Erstveröffentlichung: 10. Februar 2021 |  |  |  |  |  |  |  |  |  |
| 2021            | Don’t Back Down Mammoth WVH                            | Erstveröffentlichung: 26. März 2021    |  |  |  |  |  |  |  |  |  |
| 2021            | Feel Mammoth WVH                                       | Erstveröffentlichung: 23. April 2021   |  |  |  |  |  |  |  |  |  |
| 2023            | Another Celebration at the End of the World Mammoth II | Erstveröffentlichung: 22. März 2023    |  |  |  |  |  |  |  |  |  |
| 2023            | Like a Pastime Mammoth II                              | Erstveröffentlichung: 8. Mai 2023      |  |  |  |  |  |  |  |  |  |
| 2023            | Take a Bow Mammoth II                                  | Erstveröffentlichung: 27. Juni 2023    |  |  |  |  |  |  |  |  |  |
| 2023            | I’m Alright Mammoth II                                 | Erstveröffentlichung: 2. August 2023   |  |  |  |  |  |  |  |  |  |

## Sonderveröffentlichungen
| als Mammoth WVH |                              |                                                               |  |  |  |  |  |  |  |  |  |
|                 |                              |                                                               |  |  |  |  |  |  |  |  |  |
| 2021            | Mammoth EP EX1 Records (BMG) | Erstveröffentlichung: 21. Mai 2021 Teilauszug aus Mammoth WVH |  |  |  |  |  |  |  |  |  |

## Statistik

### Chartauswertung
|                     | DE    | AT    | CH    | UK    | US    | Rock      |
| ------------------- | ----- | ----- | ----- | ----- | ----- | --------- |
| Nummer-eins-Alben   | DE—DE | AT—AT | CH—CH | UK—UK | US—US | Rock1Rock |
| Top-10-Alben        | DE—DE | AT—AT | CH1CH | UK—UK | US—US | Rock2Rock |
| Alben in den Charts | DE1DE | AT1AT | CH2CH | UK1UK | US2US | Rock2Rock |

|                       | DE    | AT    | CH    | UK    | US    | Rock      |
| --------------------- | ----- | ----- | ----- | ----- | ----- | --------- |
| Nummer-eins-Singles   | DE—DE | AT—AT | CH—CH | UK—UK | US—US | Rock—Rock |
| Top-10-Singles        | DE—DE | AT—AT | CH—CH | UK—UK | US—US | Rock1Rock |
| Singles in den Charts | DE—DE | AT—AT | CH—CH | UK—UK | US—US | Rock1Rock |